# Karl-Heinz Funke
Karl-Heinz Funke est un homme politique allemand né le 29 avril 1946 à Varel et appartenant au Parti social-démocrate d'Allemagne (SPD).
Il a notamment été ministre fédéral de l'Agriculture.

## Éléments personnels
Il obtient son Abitur en 1966 et effectue son service militaire dans la Bundeswehr. Deux ans plus tard, il entre à l'université de Hambourg pour y étudier les sciences économiques, l'histoire et la philologie germanique.
Il termine ses études en passant son premier diplôme d'État de professeur du secondaire 1972. Il obtient le second en 1974 et exerce son métier jusqu'en 1978. À la suite de son retrait de la vie politique en 2001, il est bénévole dans des organisations sociales, religieuses et dans le secteur bancaire.

## Politique

### En Basse-Saxe
Il entre au Parti social-démocrate d'Allemagne (SPD) en 1964, puis est élu au conseil municipal de Varel huit ans plus tard. Il en est président de 1981 à 2009. En 1978, il est élu député au Landtag de Basse-Saxe.
Il est nommé ministre régional de l'Alimentation, de l'Agriculture et des Forêts par Gerhard Schröder, tout juste investi ministre-président, le 21 juin 1990. Il est reconduit le 23 juin 1994 et le 30 mars 1998.

### Ministre fédéral
Le 27 octobre 1998, Karl-Heinz Funke est nommé ministre fédéral de l'Alimentation, de l'Agriculture et des Forêts dans la coalition rouge-verte de Gerhard Schröder, devenu chancelier fédéral. Il est alors le premier social-démocrate nommé à ce poste de façon permanente. Il est obligé de démissionner le 12 janvier 2001, à cause de la mauvaise gestion de la crise de la vache folle, et se retire de la vie politique.